# سلطان‌بیلی
سلطان‌بیلی (ترکی استانبولی: Sultanbeyli) از ناحیه‌های قسمت آسیایی استانبول که در استان استانبول از ناحیه مرمره قرار گرفته‌است. طبق آخرین سرشماری به سال ۲۰۱۲ میلادی این ناحیه ۳۰۲٬۳۸۸ نفر جمعیت دارد.